# Sumacàrcer (kommunhuvudort)
Sumacàrcer är en kommunhuvudort i Spanien.   Den ligger i provinsen Província de València och regionen Valencia, i den östra delen av landet, 300 km sydost om huvudstaden Madrid. Sumacàrcer ligger 43 meter över havet och antalet invånare är 1 308.
Terrängen runt Sumacàrcer är kuperad åt nordväst, men åt sydost är den platt. Sumacàrcer ligger nere i en dal. Runt Sumacàrcer är det tätbefolkat, med 257 invånare per kvadratkilometer. Närmaste större samhälle är Alzira, 18,1 km öster om Sumacàrcer. Omgivningarna runt Sumacàrcer är en mosaik av jordbruksmark och naturlig växtlighet.